# Фаллетти, Пио Карло
Пио Карло Фаллетти (итал. Pio Carlo Falletti; 9 апреля 1848, Турин — 10 августа 1933, Кьомонте) — итальянский историк и педагог.

## Биография
Его мать рано умерла, и вскоре он был отправлен отцом на обучение в семинарию Бьелла. Закончив её, поступил в Туринский университет изучать математику, однако уже спустя год перевёлся на факультет искусств, где изучал древнюю и новую историю, латинский язык и общую лингвистику. В 1872 году получил степень бакалавра за работу об истории феодализма, а затем продолжил обучение в колледже практического обучения во Флоренции, защитив спустя два года докторскую диссертацию об истории этого города в эпоху Возрождения. Уже в этот период времени начал писать работы по истории Италии, а также интересовался движением чомпи. После окончания обучения стал преподавателем в гимназиях: сначала два года работал в Сассари, затем на протяжении семи лет читал в Сиене курсы по истории и географии, одновременно активно занимаясь изучением истории города.
В 1883 году стал экстраординарным профессором кафедры истории в Палермском университете, всё свободное время посвящая изучению сицилийской истории в местных архивах, и через три года стал ординарным профессором. В 1893 году был назначен заведующим кафедрой новой истории в университете Болоньи и в этот период времени проводил многочисленные исследования по истории различных итальянских областей, в частности, в период с 1904 по 1916 год специализировался в основном на истории Романьи. Потеряв в конце 1910-х годов почти всю свою семью (многие его дети умерли в младенчестве, также к этому времени скончалась жена), начал периодически впадать в депрессию и стал писать меньше работ, однако не оставил ни исследований истории Болоньи XIII века, ни преподавания. Вышел в отставку в 1921 году, после чего уехал в Турин, где провёл последние годы жизни вместе со своей дочерью.
Считался одним из крупнейших историков Италии своего времени, специализировавшихся на отечественной истории, написал большое количество трудов. Наиболее известные: «La Fuga di Michelangelo» (1876); «Principali cause della caduta della Republica Senese» (1883); «Saggi», «Assedio di Firenze, contributo» (1885).